# Frederick Charles Victor Laws
Frederick Charles Victor Laws (✰ Thetford, 27 de novembro de 1870; ✝ Kensington, 27 de outubro de 1975) capitão da Ordem do Império Britânico, foi um oficial da Força Aérea Real, pesquisador e o mais proeminente personagem do reconhecimento aéreo britânico. Antes da Primeira Guerra Mundial, Frederick Laws era um fotógrafo amador que por iniciativa própria fez experiências com fotografias feitas a partir de dirigíveis.